# Тит Флавий Клавдиан
Тит Фла́вий Клавдиа́н (лат. Titus Flavius Claudianus; умер не позднее 213 года) — римский государственный и политический деятель, консул-суффект 179 года.

## Биография
Клавдиан происходил из Квиринской трибы в Лидии; о его родителях нет никаких сведений. В 179 году он занимал должность консула-суффекта вместе с Луцием Эмилием Юнком. Между 198 и 213 годом Клавдиан находился на посту легата-пропретора провинции Фракия. Кроме того, известно, что он входил в состав жреческой коллегии авгуров.